# 佐藤幹雄
佐藤 幹雄（さとう みきお、1975年5月27日 - ）は日本の俳優、ウェブデザイナー。島根県簸川郡佐田町（現・出雲市）出身。アクティブハカタ所属。

## 略歴
佐田町にある美容室の次男として生まれる。県立出雲高等学校卒業後、日本大学商学部進学をきっかけに上京。なお、俳優になりたいという希望は当時からあり、大学進学はあくまで上京手段、つまり口実だったようである。
1995年、角川書店「The・美少年コンテスト」で約1000人の応募者の中からグランプリを獲得し、同社の漫画『少年濡れやすく恋成りがたし』のイメージビデオで石田欧彦役にて主演デビュー。同年にはジュノンスーパーボーイコンテストVol.8で最終選考会出場も果たしている。
1996年、ドラマ『イタズラなkiss』にてドラマデビュー。ヒロイン佐藤藍子のクラスメイト、池谷俊介役を演じる（同じくクラスメイト役にはほしのあきもいた）。
1999年、『OLの愛汁 ラブジュース』でピンク映画デビュー。この年のピンク大賞男優賞を受賞。国内外の映画祭にも出品され、湯布院映画祭にもゲストとして招待される。
以後、ピンク映画、OVを中心に70本以上の作品に出演するが、近年は『仮面ライダー555』の緑川／マンティスオルフェノクや『はぐれ刑事純情派』等のテレビドラマ、『援助交際撲滅運動』『オーバードライヴ』等の一般映画への進出も顕著である。
一時期俳優活動を休止していたが、2017年にアクティブハカタに所属し俳優活動を再開した。
WEBデザイナーの仕事をしている。

## 出演

### テレビドラマ
- イタズラなKiss（1996年、テレビ朝日）
- 松本清張没後10年特別企画・死んだ馬 殺意の接点（2002年、TBS）
- 土曜ワイド劇場 車椅子の弁護士・水島威9（2002年、テレビ朝日）
- 仮面ライダー555（2003年、テレビ朝日） - 緑川 役
- 月曜ドラマスペシャル カードGメン・小早川茜5（2003年、TBS）
- スカイハイ（2003年、テレビ朝日）
- はぐれ刑事純情派 第16シリーズ 第16話「白昼の通り魔！星占いの女」（2003年、テレビ朝日）
- はみだし刑事情熱系最終章 第10話（2004年、テレビ朝日）
- はぐれ刑事純情派ファイナル 第6話（2005年、テレビ朝日）
- PS -羅生門-（2006年、テレビ朝日）
- ケータイ刑事 銭形雷（2007年、BS-i）
- どんど晴れ（2007年、NHK） - 柾樹の同僚 役

### バラエティ
- 神伝説を残す男たち 10神アクター（福岡放送）

### 映画
- 新任女教師 禁断の教育実習（1997年）
- 新任女教師 歪んだ倫理（1998年）
- OLの愛汁 ラブジュース（1999年）
- 揺れる電車の中で 音楽女教師 痴漢調教（1999年）
- アナーキー・イン・じゃぱんすけ 見られてイク女（1999年）
- 伝言ダイヤル 媚薬の罠（1999年）
- 僕は恋に夢中（1999年）
- キケンな欲望 セーラー服暴力団（1999年）
- 女家庭教師 淫らな遊戯（1999年）
- ぐしょぬれ人妻教師 －制服で抱いて－（1999年）
- 禁断の扉 スカートの中の性衝動（1999年）
- 通貨と金髪（2000年）
- 若妻家庭教師 魅惑の昼下がり（2000年）
- ノーパン痴漢電車 見えちゃった！！（2000年）
- どすけべ姉ちゃん 下半身兄弟（2000年）
- 湾岸闇仕事師YUKA（2000年）
- 堕ちてゆく人妻 犯された貞淑（2000年）
- 恋愛家庭教師 未熟な抱擁（2000年）
- 人妻薫る肌（2000年）
- お天気キャスター 彩（2000年）
- 姉妹 Love doll（2000年）
- 鎖縛 SABAKU（2000年）
- 未来（Ｈ）日記　いっぱいしようよ（2001年）
- 蜜恥母（2001年）
- 痴漢ハレンチ学園 制服娘の本気汁（2001年）
- 未来Ｈ日記（2001年）
- 新任女教師 暴かれる過去（2001年）
- いんらん母娘 ナマで愛して（2001年）
- ポリス（2001年）
- 恋愛ピアノ教師 月光の戯れ（2001年）
- トーキョー×エロティカ（2001年）
- 姉妹ＯＬ 抱きしめたい（2001年）
- 援助交際撲滅運動（2001年）
- 新・したがる兄嫁 ふしだらな関係（2001年）
- 四畳半 昼下がりの悶え 兄嫁エピソード１（2001年）
- 看護婦女子寮　秘められた日記（2002年）
- ピンポン（2002年）
- ザ・痴漢ネット Access５（2002年）
- 人妻不倫旅行 誰にも言えない二人の秘密（2002年）
- 美少女の死顔は美しい lemming（2002年）
- 美少女の死顔は美しい shelter（2002年）
- 昼下がりの人妻 妻の言い訳（2002年）
- 快楽白書 女教師の淫夢（2002年）
- ネットオークション 狙われた女（2002年）
- 女体ドラフト会議 第二幕 保母編・華道家元編・看護婦編（2003年）
- 契約スチュワーデス 真夜中の淫飛行（2003年）
- セクシャル・オフィス 鬼畜警備員（2003年）
- 熱い肉体 イヤと言えない女（2003年）
- 堕ちてゆく人妻 背徳の果てに…（2003年）
- 肉体調教の島 囚われの女（2003年）
- 繁 しげみ（2004年）
- お母さんといっしょ 禁じられた母娘関係（2004年）
- 暴行高速バス 欲望の雫（2004年）
- 隣のお姉さん 感じる肉体（2004年）
- ザ・ドッペルゲンガー（2004年）
- オーバードライヴ（2004年）
- 殺しの天使（エンジェル） 復讐（2004年）
- 人妻官能スペシャル 私の心、癒してください…（2004年）
- 牝牌（メスパイ） 嵌められた女雀士（2004年）
- 獣のように後ろから セレブ奥様と植木屋（2004年）
- 官能病棟 濡れた赤い唇（2005年）
- 霊視（2005年）
- kuchisake 口裂け（2005年）
- 痴漢終電車 主婦たちの不倫快速（2005年）
- 団鬼六 女教師（2005年）
- 姉妹の密戯（2006年）
- 団地妻 罠にはめられた女（2006年）
- くりいむレモン またの日の亜美（2006年）
- Q（2007年）
- 女子高生 殺人日記（2007年）
- 泳げない女（2007年）
- 密戯 ひとには言えない…（2007年）
- ☆きらめき☆ドロップII 魔法少女乙女バスターズ（2007年）
- 白昼夢 禁断の記憶（2008年）
- 人間狩り（2008年）
- 双子未亡人 / 母と息子の淫らな関係（2009年）
- 処女喪失 私を抱いて（2010年）
- 私の調教日記（2010年）
- ヘヴンズ ストーリー（2010年）
- 淫らなメイド あなたの愛に包まれて（2011年）
- 浮気な人妻たちスペシャル（2011年）
- 奥様はグラドル/プールサイドの恋（2012年）
- Girl's Love 上司を好きになりました（2012年）
- 旅情温泉 （秘） 欲情スペシャル（2013年）

### イメージビデオ
- 少年濡れやすく恋成りがたし（1995年）- 石田欧彦 役

### スチル
- タカミヤ
- 飛鳥会館

### CM
- 九州電力「でんきサポート」
- 大口酒造「見つけた？黒伊佐錦」
- 五ヶ瀬ハイランドスキー場「今シーズンは、南も営業っ！」
- 三好不動産「人生の節目」篇
- 山口銀行「スタート」篇
- 日産・セレナ
- 寿スピリッツ「因幡の白うさぎ」